# حميد مجول النعيمي
حميد مجول خلف سلطان النعيمي (8 يونيو 1947) عالم فيزياء وفلكي عراقي، وعمل أستاذا في علوم الفلك والفيزياء الفلكية، وشغل عدة مناصب منها مدير جامعة الشارقة، وعميد كلية العلوم بجامعة الشارقة، ورئيس الاتحاد العربي لعلوم الفلك والفضاء من سنة 1998 لحد الآن. ورئيس تحرير وعضو 8 مجلات علمية عربية مختلفة. ولهُ عدد كبير من الأبحاث والمؤلفات المنشورة.

## حياته ودراسته
ولد حميد مجول خلف سلطان النعيمي في قضاء بعقوبة التابع إلى محافظة ديالى عام 1947، وهو متزوج ولهُ أربعة أولاد.
شهادات التخـــرج:
- بكالوريوس علوم في الفيزياء / جامعة بغداد، 1970/ 1971
- ماجستير علوم في فيزياء الفلك / جامعة مانجستر، انكلترا / 1975
- دكتوراه فلسفة في فيزياء الفلك / جامعة مانجستر، انكلترا / 1977
- بوست دكتوراه في علوم الفلك والفضاء / جامعة أريزونا / الولايات المتحدة الأمريكية 1977 - 1978

## الألقاب العلمية الأكاديمية
- باحث علمي / مجلس البحث العلمي / 28/2/1978.
- باحث علمي أقدم / مجلس البحث العلمي / 28/11/ 1984.
- رئيس باحثين / مجلس البحث العلمي / 28/11/1989.
- أستاذ الفيزياء الفلكية المشارك / كلية العلوم / جامعة بغداد 1990.
- أستاذ الفيزياء الفلكية / كلية العلوم / جامعة بغداد / 1995.
- أستاذ الفيزياء الفلكية / معهد الفلك وعلوم الفضاء / جامعة آل البيت / 1995 - 2001.
- أستاذ الفيزياء الفلكية / قسم الفيزياء/كلية العلوم/جامعة الإمارات العربية/2001 – 2006
- عميد وأستاذ الفيزياء الفلكية / كلية الآداب والعلوم / جامعة الشارقة 9 / 2006 – 8 /2008
- عميد وأستاذ الفيزياء الفلكية / كلية العلوم / جامعة الشارقة، 9 / 2008 – 2010 .
- نائب مدير جامعة الشارقة للشؤون الأكاديمية / أغسطس 2010 - 2014 .
- مدير جامعة الشارقة / يناير 2014 إلى الآن.
- المدير العام لأكاديمية الشارقة لعلوم وتكنولوجيا الفضاء والفلك / مايو 2015 إلى الآن.

## المناصب العلمية والأكاديمية الإدارية
- مدير عام لمركز بحوث الفضاء والفلك /مجلس البحث العلمي 1980 – 1989.
- أمين عام اتحاد الفيزيائيين والرياضيين العرب 10/3/1985 - 1/11/1986.
- رئيس الجمعية العراقية للفيزياء والرياضيات 1/3/1985 - 1/11/1990.
- نائب رئيس المجلس الأعلى للجمعيات العلمية العراقية 10/2/1988 – 9/2/1991.
- مدير المرصد الوطني الفلكي العراقي 1981 – 1990.
- عضو الهيئة العليا لثبوت الرؤية الشرعية وزارة الأوقاف العراقية 1984 - 1998.
- أمين سر جمعية الأكاديميين العراقية 2/1/1993 - 2/1/1995.
- رئيس وحدة بحوث الفلك / كلية العلوم / جامعة بغداد 1/2/1990 - 7/9/1992.
- عضو مجلس إدارة مركز إحياء التراث العلمي العربي العراقي 1985 -إلى الآن.
- أستاذ الفيزياء الفلكية المشارك، قسم الفيزياء /كلية العلوم/ جامعة بغداد/1990-1994.
- رئيس قسم الفيزياء ووحدة بحوث الفلك / جامعة بغداد 7/9/1992 - 3/9/1994.
- رئيس قسم الفضاء / معهد الفلك وعلوم الفضاء / جامعة آل البيت /الأردن 1994 .
- أستاذ الفيزياء الفلكية، ومدير معهد الفضاء والفلك / جامعة آل البيت الأردنية 1994-2001 .
- نائب رئيس الاتحاد العربي لعلوم الفلك والفضاء / الأردن/1998 – 2003.
- أستاذ الفيزياء الفلكية، قسم الفيزياء/كلية العلوم/جامعة الإمارات العربية/2001.
- رئيس قسم الفيزياء، كلية العلوم / جامعة الإمارات العربية المتحدة / 2002- 2006
- المستشار العلمي للجمعية الفلكية الأردنية / عمان / 1998 إلى الآن.
- المستشار العلمي لجمعية الإمارات الفلكية / أبو ظبي / 2002 إلى الآن.
- رئيس اتحاد الفيزيائيين والرياضياتين العرب / الأردن / 2004 إلى الآن.
- المستشار العلمي والفني لمشروع المدينة الفضائية والفلكية / مكتب رئيس دولة الإمارات العربية المتحدة / 2004 - 2005 .
- رئيس لجنة الأهلة والمواقيت التابعة للاتحاد العربي لعلوم الفلك والفضاء 1998 – لغاية الآن.
- رئيس المؤتمرات العربية لعلوم الفضاء والفلك 1998 – إلى الآن.
- رئيس لجنة الترقيات العلمية / كلية العلوم / جامعة الإمارات العربية المتحدة / 2003/2004، 2004/2005، 2005/2006.
- عضو لجنة الترقيات العلمية لجامعة الإمارات العربية المتحدة 2003/2004، 2004/2005، 2005/2006 .
- رئيس الاتحاد العربي لعلوم الفضاء والفلك / 2004 وإلى الآن.
- رئيس اللجنة الإقليمية لدول غرب آسيا للسنة الدولية لفيزياء الشمس (وكالة ناسا الفضائية الأمريكية ومكتب شؤون الفضاء التابع للأمم المتحدة) 2006 – 2014.
- عضو اللجنة العلمية العالمية لورش عمل الأمم المتحدة ووكالة الفضاء الأوربية ووكالة الفضاء الأمريكية في علوم الفضاء الأساسية / 2006 – 2014 .
- عميد كلية الآداب والعلوم بجامعة الشارقة / الإمارات العربية المتحدة 2006 – 2008 .
- رئيس اللجنة الثقافية بجامعة الشارقة 2006 / 2007، 2007 / 2008 .
- عميد كلية العلوم بجامعة الشارقة / 1/ 7 / 2008 - 2010 .
- القائم بأعمال عميد كلية الآداب والعلوم الإنسانية والاجتماعية بجامعة الشارقة / 1/ 7 / 2008 - 1 / 7 / 2010
- المشرف العلمي لمشروع مرصد الإمارات الوطني الفلكي 2009/2010.
- ممثل الإمارات في السنة الدولية للفلك (IAY 2009) تحت إشراف الاتحاد الفلكي الدولي واليونسكو 2009.
- ممثل الإمارات في اللجنة العالمية لطقس الفضاء (ISWI) تحت إشراف الأمم المتحدة ومنظمة الفضاء الأوروبية والأمريكية واليابانية 2010.
- نائب مدير جامعة الشارقة للشؤون الأكاديمية، أغسطس 2010 - 2014 .
- مدير جامعة الشارقة / يناير 2014 إلى الآن.
- مدير مركز الشارقة لعلوم الفضاء والفلك 2015.
- المدير العام لأكاديمية الشارقة لعلوم وتكنولوجيا الفضاء والفلك / مايو 2015 إلى الآن.
- عضو مجلس الأمناء لمجمع الشارقة للبحث العلمي والتكنولوجيا والإبتكار 2018 إلى الآن.
- رئيس الهيئة العلمية للمكتب الإقليمي للشؤون الفلكية التابع للإتحاد الفلكي الدولي، 2015 لغاية الآن.

## رئاسة وعضوية تحرير مجلات علمية
- رئيس تحرير مجلة بحوث الفضاء والفلك 1983 –1988.
- رئيس تحرير مجلة الفيزياء والرياضيات العراقية 1985 – 1990.
- رئيس تحرير المجلة العراقية للعلوم / وزارة الثقافة والإعلام العراقية 1989 -1996.
- مدير تحرير مجلة العلوم العراقية / كلية العلوم / جامعة بغداد 1983 – 1988.
- عضو هيئة تحرير مجلة الفضاء والفلك / الجمعية الفلكية الأردنية/ 1997- 2001.
- رئيس تحرير المجلة العربية لعلوم الفضاء والفلك/ تصدر عن الاتحاد العربي لعلوم الفضاء والفلك/ عمان/ الأردن/ 1998 – 2004 .
- رئيس تحرير المجلة الدولية للأبحاث العلمية / كلية العلوم / جامعة الإمارات العربية المتحدة /2001—2006 .
- نائب رئيس تحرير مجلة الكون / الاتحاد العربي لعلوم الفضاء والفلك 2006 – إلى الآن.
- عضو هيئة تحرير المجلة الدولية لأبحاث الفيزياء التطبيقية / الهند / 2004- إلى الآن
- رئيس تحرير مجلة ابن الهيثم للعلوم والتكنولوجيا 2004 – 2006 .
- عضو الهيئة الاستشارية للمجلة الدولية الصادرة في كندا في العلوم الأساسية والتطبيقية 2009 حتى الآن.

رئيس تحرير مجلات جامعة الشارقة منذ 2015 إلى الآن.

## تنفيذ أو استشارات في مشاريع علمية
- الإشراف على بناء مرصد البتاني العراقي، موقعاً وبناءً	1980/1981.
- الإشراف على بناء المرصد الوطني الفلكي العراقي (اختيار الموقع والمواصفات وبناء المرصد)، 1980-1990 .
- وضع المواصفات الفنية لمحطة استلام صور فضائية من الأقمار الصناعية مع تحليل العروض المقدمة من الشركات واختيار الموقع (1987,1988).
- تأسيس مركز أبحاث الفضاء والفلك العراقي (أربعة أقسام علمية)، 1980-1989.
- الإشراف على بناء القبة الفلكية العراقية 1979.
- الإشراف على بناء مرصد مراغة الفلكي في جامعة آل البيت/ الأردن، 1996.
- الإشراف على نصب مختبر الاستشعار عن بعد، جامعة آل البيت / الأردن،1996.
- تأسيس معهد الفلك وعلوم الفضاء / جامعة آل البيت /1994/ الأردن، 1999.
- المستشار العلمي لمشروع تقويم الموارد المائية باستخدام تكنولوجيا الاستشعار عن بعد ونظام المعلومات الجغرافية التابع للأسكوا، (1995-1996) م.
- المستشار العلمي لمشروع القبة الفلكية في موقع أهل الكهف/ وزارة الأوقاف والشؤون والمقدسات الإسلامية الأردنية / الأردن /1997.
- المستشار العلمي والفني لمدينة زايد الفضائية / الإمارات العربية المتحدة 2004/2005.
- عضو اللجنة العالمية في مشروع المبادرة الدولية لإشراك المجتمع العلمي والتكنولوجي العراقي في تنمية العلوم والتكنولوجيا في العراق.
- الإشراف العلمي على بناء المرصد الفلكي الوطني لدولة الإمارات العربية المتحدة 2009/2010.
- المنسق العام لمشروع تطوير تدريس العلوم في المدارس الثانوية لمنطقة الشارقة التعليمية 2009 - 2014.
- بناء وتأسيس مركز الشارقة لعلوم الفضاء والفلك والإشراف ومتابعة بناءه على جميع المراحل / جامعة الشارقة، 2014 / 2015.
- تأسيس أكاديمية الشارقة لعلوم وتكنولوجيا الفضاء والفلك 2019 .

## مشورات واستشارات فنية
تقديم المشورات والاستشارات الفنية في مجال التخصص للوزارات الآتية:

- وزارة التربية / العراق.
- وزارة التعليم العالي والبحث العلمي / العراق.
- وزارة الثقافة والإعلام / العراق.
- وزارة الأوقاف والشؤون الدينية / العراق.
- وزارة الإسكان والتعمير / العراق.
- وزارة الأوقاف والشؤون والمقدسات الدينية / الأردن.
- وزارة التربية والتعليم / الإمارات.
- مكتب رئيس دولة الإمارات العربية المتحدة بشأن بناء المدينة الفضائية / الإمارات (2004 – 2005).
- عضو اللجنة المشرفة على برنامج تطوير العلوم في التعليم العام / منطقة الشارقة التعليمية / 15 / 5 / 2008 – لغاية الآن.
- المنسق العام لمشروع تطوير تدريس العلوم في المدارس الثانوية – مجلس الشارقة للتعليم 2009/2010.

## مؤتمرات وندوات وحلقات دراسية
- المشاركة في أكثر من 150 مؤتمراً وورش عمل على مستوى دولي وإقليمي (من خلال حضور أو إلقاء بحوث أو تنظيم المؤتمر)
- رئاسة أكثر من 30 مؤتمراً عالمياً وإقليمياً.
- عضوية في أكثر من 30 لجنة علمية لمؤتمرات وورش عالمية، أهمها ورش عمل الأمم المتحدة ووكالة ناسا ومنظمة الفضاء الأوربية الموضحة في الروابط الآتية:- http://www.unoosa.org/oosa/SAP/bss/index.html

وفيما يأتي بعض من المؤتمرات والندوات والورش التي ترأستها أو شاركت فيها:

- القطرية والعربية: أكثر من 75 مؤتمراً وندوة وحلقات دراسية.
- عالمية: أكثر من 65 ندوة ومؤتمراً وحلقات دراسية بما في ذلك المؤتمرات الفلكية الدولية التي يعقدها الاتحاد الفلكي الدولي، وكذلك ورش عمل الأمم المتحدة ووكالة الفضاء الأوربية ووكالة الفضاء الأمريكية في الفضاء والفلك 1998 – إلى الآن.
- رئاسة 25 مؤتمراً عربياً وعالمياً في علوم الفضاء والفلك (1998 – لغاية الآن).
- رئيس اللجنة العلمية ورئيس المؤتمرات العربية الأول والثاني والثالث والرابع والخامس والسادس والسابع والثامن والتاسع والعاشر والحادي عشر والثاني عشر (1998 – 2018) في علوم الفلك والفضاء التي عقدها الاتحاد العربي لعلوم الفضاء والفلك كل سنتين في إحدى الدول العربية.
- رئيس المؤتمرات الإسلامية الفلكية الأول والثاني والثالث والرابع والخامس والسادس (1998 – 2018) التي عقدها الاتحاد العربي لعلوم الفضاء والفلك كل سنتين في إحدى الدول العربية بالتعاون مع إحدى الجامعات العربية.
- رئيس اللجنة التحضيرية لورشة الأمم المتحدة ومنظمة الفضاء الأوربية التاسعة لعلوم الفضاء الأساسية التي عقدت في الأردن 1999.
- رئيس اللجنة التحضيرية لورشة الأمم المتحدة ومنظمة الفضاء الأوربية ووكالة الفضاء الأمريكية الأولى للسنة العالمية لفيزياء الشمس وعلوم الفضاء الأساسية، دولة الإمارات العربية المتحدة 20 – 23 / نوفمبر / 2005.
- عضو اللجنة العالمية لورشة الأمم المتحدة ومنظمة الفضاء الأوربية ووكالة الفضاء الأمريكية الثانية للسنة العالمية لفيزياء الشمس وعلوم الفضاء الأساسية، دولة الهند 20 – 23 / نوفمبر / 2006.
- رئيس اللجنة التحضيرية للمؤتمر الدولي الأول في الفيزياء الطبية والحيوية / جامعة الإمارات العربية المتحدة / 27 – 30 / آذار / 2005.
- عضو اللجنة العالمية لورشة الأمم المتحدة ومنظمة الفضاء الأوربية ووكالة الفضاء الأمريكية الثالثة للسنة العالمية لفيزياء الشمس وعلوم الفضاء الأساسية، طوكيو / اليابان 2 - 6 /يونيو/2007 .
- رئيس اللجنة التحضيرية لمؤتمر مجلس التعاون الخليجي للأسرة، يناير 2008 / جامعة الشارقة ومجلس الأسرة.
- رئيس الملتقى الدولي الأول للشباب والهواة في علوم الفضاء والفلك، اللاذقية / سوريا 25 – 30 / أغسطس / 2007 .
- رئيس اللجنة التحضيرية للمؤتمر الدولي الأول في تاريخ العلوم عند المسلمين، 24 - 27 مارس 2008 / جامعة الشارقة والاتحاد العربي لعلوم الفضاء والفلك.
- عضو اللجنة العلمية العالمية لورشة الأمم المتحدة ومنظمة الفضاء الأوربية ووكالة الفضاء الأمريكية الرابعة للسنة العالمية لفيزياء الشمس وعلوم الفضاء الأساسية، بلغاريا 2 - 6 / يونيو / 2008.
- رئيس الملتقى الدولي الثاني للشباب والهواة في علوم الفضاء والفلك، طرابلس / ليبيا 3 – 6 / أغسطس / 2008.
- رئيس اللجان المنظمة لمؤتمر «الملاحة البحرية في الخليج العربي» عبر العصور، دارة الدكتور سلطان القاسمي للدراسات الخليجية 17 – 19 نوفمبر / 2008.
- رئيس اللجان المنظمة للمؤتمر الدولي لإحياء ذكرى مرور أربعمائة عام على تهجير المورسكيين من الأندلس / عقد في جامعة غرناطة / إسبانيا في 17 – 19 مايو، 2009.
- عضو اللجنة العلمية العالمية لورشة الأمم المتحدة ومنظمة الفضاء الأوربية ووكالة الفضاء الأمريكية الرابعة للسنة العالمية لفيزياء الشمس وعلوم الفضاء الأساسية، التي عقدت في كوريا للمدة 22 – 25 سبتمبر 2009.
- رئيس الورشة العالمية الثانية لطقس الفضاء / بالتعاون مع جامعة ستانفورد ودعم الأمم المتحدة ومنظمة ناسا الفضائية ومنظمة الفضاء الأمريكية 22-24/2/2010
- رئيس اللجان المنظمة لمهرجان ومؤتمر الشارقة الأول للعلوم /جامعة الشارقة ومجلس الشارقة للتعليم 7-8/4/2010.
- رئيس اللجان المنظمة لمهرجان ومؤتمر الشارقة الثاني للعلوم /جامعة الشارقة ومجلس الشارقة للتعليم 4-5/5/2011.
- رئيس اللجنتين العلمية والتحضيرية لمؤتمر الشارقة الدولي في الطاقة المتجددة والطاقة النووية (الطاقة للقرن الحادي والعشرين)، أبريل 3 – 5، 2011 .
- رئيس اللجان المنظمة لمهرجان ومؤتمر الشارقة الثالث للعلوم /جامعة الشارقة ومجلس الشارقة للتعليم 5-6/5/2014.
- رئيس مؤتمر الشارقة الدولي الثاني في تاريخ العلوم عند المسلمين،8 - 10 ديسمبر 2014 / جامعة الشارقة والاتحاد العربي لعلوم الفضاء والفلك.
- رئيس مؤتمر الشارقة الدولي الثالث في تاريخ العلوم عند المسلمين،6 - 8 ديسمبر 2018 / جامعة الشارقة والاتحاد العربي لعلوم الفضاء والفلك.

بعض الأمثلة لمؤتمرات وندوات وورش عالمية اسهمت فيها (رئاسة المؤتمر أو عضوية اللجنة العلمية الدولية للمؤتمر):-
```
The 12th United Nations/European Space Agency Workshop on Basic Space Science. Hosted by the China National Space Administration, on behalf of the Government of P.R. China, Beijing, P.R. China,24-28 May 2004: http://www.unoosa.org/oosa/SAP/act2003/china/index.html

The 1st UAE International Conference on Biological and Medical Physics, United Arab Emirates, March 27-30, 2005: http://icbmp.uaeu.ac.ae/

The 1st UN/ESA/NASA Workshop on the International Heliophysical Year and Basic Space Sciences, United Arab Emirates, November 20-23, 2005: http://www.ihy.uaeu.ac.ae/workshopbg.htm

The 2nd UN/ESA/NASA Workshop on the International Heliophysical Year and Basic Space Sciences, Bangalore, India November 27 - December 1, 2006:http://www.iiap.res.in/ihy/

The 3th UN/ESA/NASA Workshop on the International Heliophysical Year and Basic Space Sciences, Tokyo, Japan June 18-22, 2007:http://solarwww.mtk.nao.ac.jp/UNBSS_Tokyo07/

The First International Conference on Arabs' and Muslims’ History of Sciences, Sharjah University , UAE 24-27 March, 2008:https://www.sharjah.ac.ae/English/Conferences/arabsandmuslims/Pages/default.aspx

The 4th UN/ESA/NASA/JAXA Workshop on the International Heliophysical Year and Basic Space Sciences, Sozopol, Bulgaria June 2-6, 2008: http://www.stil.bas.bg/UNBSS-IHY/

Global Space Technology Forum / Space Technology Commercialization for the Future, ADNEC, Abu Dhabi, UAE, 16 - 18 November 2008: http://smg-conferences.com/index.php?module=conferencedetails&page=other&conference=3Teaching Courses:

International Astronomical Union – UNESCO Conference (IYA2009 OPPINING) & Symposium 260, "The Rôle of Astronomy in Society and Culture", Palais de 1'UNESCO, Paris (France) 15-23, 2009: http://www.astronomy2009.fr/opening

The 5th UN/ESA/NASA/Korea Workshop on the International Heliophysical Year and Basic Space Sciences, Korea September 22-25, 2009: http://ihy.kasi.re.kr/meeting.php

Sharjah International Conference on Nuclear and Renewable Energy (SHJ-NRE11) .Energies for the 21st Century, April 3 - 5, 2011,The University of Sharjah: http://www.energies2011.com/

The 2nd International Conference on Arabs' and Muslims’ History of Sciences, Sharjah University, UAE 8-10 December 2014: http://www.sharjah.ac.ae/en/about/news-center/Pages/Event-Details.aspx?mcid=120

The IAU General Assembly / the International Conference, Honolulu, Hawaii - August 3 - 14, 2015: https://astronomy2015.org/

The 3rd International Conference on Arabs' and Muslims’ History of Sciences, Sharjah University, UAE 5-7 December 2017: http://www.sharjah.ac.ae/en/Media/Conferences/ICHS17/Pages/default.aspx

The XXXth IAU General Assembly / the International Astronomical Conference, Vienna, August 20 - 31, 2018: https://astronomy2018.univie.ac.at/home/
```

## أرصاد فلكية
- مرصد القطامية -جمهورية مصر العربية أيلول 1977 /حزيران 1979/تموز 1980.
- مرصد بورنوفا - أزمير - تركيا - تموز 1978.
- مرصد بوريكان - أرمينا -الاتحاد السوفياتي، نيسان /أيار 1981.
- مرصد كت بيك / أريزونا، الولايات المتحدة الأمريكية / أرصاد فلكية لعام 1979، 1985.
- مرصد البتاني / العراق أيار/ 1984، أيار 1985.
- المرصد الفلكي العراقي/ مديراً ومشرفاً على بناء وتشغيل المرصد 1980 - 1990
- مرصد مراغة الفلكي/ جامعة آل البيت/ الأردن/ 1996 - 2001.
- مركز الشارقة لعلوم الفضاء والفلك بجامعة الشارقة / مديراً ومشرفاً على التأسيس والبناء 2014 – 2016 .
- أكاديمية الشارقة لعلوم وتكنولوجيا الفضاء والفلك 2019 .

## لجان واتحادات محلية وعالمية
- عضو الجمعية العراقية للفيزياء والرياضيات.
- عضو جمعية الباراسايكولوجي العراقية.
- عضو جمعية الأكاديميين العراقية.
- عضو اتحاد الكتاب والمؤلفين العراقي.
- عضو الاتحاد الفلكي الدولي IAU ، 1981 – إلى الآن.
- عضو المنظمة العالمية للبحث عن الحياة العاقلة SETI.
- عضو المنظمة الفلكية لدول شرقي آسيا والباسفيك.
- عضو جمعية الفيزياء الأمريكية.
- عضو اللجنة العالمية للنجوم المتغيرة.
- عضو منظمة الفضاء الدولية COSPAR.
- عضو اللجنة العلمية لورشة الأمم المتحدة ومنظمة الفضاء الأوروبية لعلوم الفضاء الأساسية.
- عضو جمعية تاريخ العلوم الأردنية / 1997 – إلى الآن.
- نائب رئيس الاتحاد العربي لعلوم الفلك والفضاء للشؤون العلمية 1998 لحد الآن.
- رئيس لجنة الترقيات العلمية في قسم الفيزياء في كلية العلوم بجامعة الإمارات العربية المتحدة 2003 / 2004 .
- رئيس لجنة الأهلة والمواقيت الإقليمية في الاتحاد العربي لعلوم الفضاء والفلك 1998 – لغاية الآن.
- رئيس لجنة الفيزياء الفلكية الإقليمية في الاتحاد العربي لعلوم الفضاء والفلك 1998 – لغاية الآن.
- رئيس اتحاد الفيزيائيين والرياضياتيين العرب / الأردن / 2004 إلى الآن.
- رئيس الاتحاد العربي لعلوم الفضاء والفلك / 2004 إلى الآن.
- رئيس اللجنة الإقليمية لدول غرب آسيا لفيزياء الشمس والسنة العالمية التي تشرف عليها الأمم المتحدة ووكالة الفضاء الأمريكية (ناسا NASA) وكالة الفضاء الأوربية (إيسا ESA)، 2006 – إلى الآن.
- ممثل الوطن العربي وشمال أفريقيا في الهيئة العالمية «الفلك بدون حدود» مقرها أمريكا، 2007.
- ممثل الإمارات في السنة الدولية للفلك (IAY 2009) تحت إشراف الاتحاد الفلكي الدولي واليونسكو 2009.
- ممثل الإمارات في السنة الدولية للضوء (2015) تحت إشراف الاتحاد الفلكي الدولي واليونسكو 2015.
- ممثل دولة الإمارات العربية المتحدة في الاتحاد الفلكي الدولي 2001 – لغاية الآن ومن خلالي أصبحت دولة الإمارات العربية المتحدة عضواً فعالاً في الاتحاد الفلكي الدولي.

## المواقيت الموحدة في دولة الإمارات العربية المتحدة
المساهمة في إعداد مواقيت الصلاة وتوحيد التقويم الهجري في دولة الإمارات العربية المتحدة منذ عام 2016 ولغاية الآن بالتعاون مع مسجد زايد الكبير ودائرة الشؤون الإسلامية والعمل الخيري في دبي من خلال اللجان الآتية: -
- رئيس اللجنة الفلكية لمبادرة المواقيت الموحدة في دولة الإمارات العربية المتحدة، القرار الإداري 377 في 2016 الصادر من دائرة الشؤون الإسلامية والعمل الخيري في حكومة دبي .
- عضو لجنة تفعيل توصيات مبادرة المواقيت الموحدة في دولة الإمارات العربية المتحدة، بالقرار الإداري 21 لعام 2017، الصادر عن الصادر من دائرة الشؤون الإسلامية والعمل الخيري في حكومة دبي .
- عضو اللجان المنظمة لملتقى الإمارات لقواعد الأهلة وصناعة التقويم الهجري الموحد ورئيس اللجنة الفلكية، بالقرار 421 لسنة 2017 والصادر من الصادر من دائرة الشؤون الإسلامية والعمل الخيري في حكومة دبي .

## الإعلام العلمـي
- نشر أكثر من 800 سبعمائة مقال علمي في صحف ومجلات عربية.
- إعداد أكثر من 500 ندوة تلفزيونية وراديوية.
- معد ومقدم البرنامج العلمي الأسبوعي «الطيف» / تلفزيون جمهورية العراق (1988 - 1994).
- معد ومقدم البرنامج الأسبوعي «إحياء التراث العلمي العربي» / تلفزيون جمهورية العراق (1986 - 1989).
- شاركت في عدد كبير من الندوات واللقاءات التلفزيونية في العراق والأردن والإمارات العربية المتحدة في قنوات (العربية، الجزيرة، سما دبي، الإمارات، الشارقة، المجد، MBC ....).
- تم تقديم 40 حلقة أسبوعية عن الإعجاز الكوني في القرآن الكريم في تلفزيون الشارقة خلال عام 2011، برنامج (الإعجاز)، مقدم البرنامج الإعلامي المعروف محمد خالد، وموجودة في الرابط:http://www.islamiyyat.com/video.html?task=videodirectlink&id=2382
- تم تقديم 30 حلقة أسبوعية عن علوم وتكنولوجيا الفضاء والفلك في تلفزيون الشارقة خلال عام 2012، في برنامج بعنوان إلا بسلطان، مقدم البرنامج الإعلامي المعروف محمد خالد .

## الجوائز والمكافأة
- جائزة آسيا للتعليم لعام 2011 ضمن جائزة التعليم العالمي، باعتباره أفضل نائب أكاديمي في التعليم الجامعي .
- جائزة خليفة التربوية في مجال التعليم العالي 2009/2010، على مستوى دولة الإمارات العربية المتحدة .
- تكريم صاحب السمو الشيخ الدكتور سلطان القاسمي لجهوده منسقاً عاماً عام في مشروع تطوير تدريس العلوم للمدارس الثانوية 2009 -2011 .
- تكريم الاتحاد الفلكي الدولي واليونسكو في السنة العالمية للفلك 2009 .
- درع منظمة الفضاء الكورية لجهوده في ورش عمل علوم الفضاء في كوريا 2008.
- درع اللجنة العالمية لفيزياء الشمس (الأمم المتحدة ومنظمات الفضاء الأمريكية NASA والأوروبية ESA واليابانية JAXA) لجهوده في الإسهام في ورش عمل علوم الفضاء في المدة 2005-2009.
- جائزة شكر وتقدير من مكتب شؤون الفضاء التابع للأمم المتحدة: تم تكريم 7 علماء وأنا منهم لإعمالهم المتميزة في مجالات تطوير علوم الفضاء والفلك وإسهاماتهم في ورش الأمم المتحدة وناسا ووكالة الفضاء الأوربية التي تعقد سنوياً في إحدى دول الأعضاء.
- شخصية الأسبوع / بمناسبة السنة العالمية لفيزياء الشمس (مرور 50 عاماً على إطلاق أول قمر صناعي عالمي / سبوتنك)، تم اختيار عدد من العلماء شخصيات عالمية لها دور بارز في تطوير علوم الفضاء والفلك في أقاليمهم، منح اللقب من لدن اللجنة العالمية لفيزياء الشمس بالتعاون مع الأمم المتحدة ووكالة الفضاء الأمريكية (ناسا)، 12 يونيو/حزيران 2007 .التفاصيل في صفحة الإنترنيت العالمية الآتية:http://ihy2007.org/newsroom/weekly_070612.shtml
- جائزة أفضل رئيس قسم وتدريسي وباحث من جامعة الإمارات العربية المتحدة للعام الدراسي 2005/2006.
- اختير ضمن موسوعة ماركوس الدولية (Who's Who) الطبعة التاسعة عشرة، 2002 و2004 وهكذا / الولايات المتحدة الأمريكية .
- جائزة الإعلام العلمي للعام 1987 / مجلس البحث العلمي ووزارة الإعلام والثقافة / مارس 1988، بغداد / العراق.
- جائزة أفضل باحث علمي عام 1984 / مجلس البحث العلمي العراقي / مارس 1985.

## أوراق عمل ودراسات
- أوراق عمــل ودراســـات: 50
- دراســـات علميــــــة: 40

## المواد والمساقات التي قام بتدريسها
مرحلة البكالوريوس:الفيزياء العامة لمختلف المراحل التدريسية، الفيزياء الرياضية، الفيزياء النووية، النظرية الكهرومغناطيسية، البصريات، المدخل إلى الفلك، فيزياء الفلك، فيزياء الفضاء.
مرحلة الدراسات العليا:فيزياء الفلك، الفيزياء الرياضية، الاستشعار عن بعد، أساسيات الفلك وعلوم الفضاء، طرائق وأجهزة فلكية وفضائية، تطور النجوم، تركيب النجوم، علم الكون، فيزياء الجو، فيزياء الفضاء .

## إشراف على رسائل طلبة ماجستير ودكتـوراه
رسائــل الماجستيــــر والدكتوراه بحدود 32 رسالة
موضوعات الرسائل أعلاه: في مجالات الفضاء والفلك: تطور حياة النجوم، المتغيرات الضوئية للنجوم المتغيرة، دراسة وحساب الخواص الفيزيائية والهندسية للنجوم الثنائية الكسوفية، ظواهر البقع النجمية، أرصاد كهروضوئية للنجوم المتغيرة، نوا بض النجوم، دراسة موارد الأرض الطبيعية باستخدام علوم وتكنولوجيا الاستشعار عن بعد ونظام المعلومات الجغرافية، التراث الفلكي العربي .

## المؤلفات «الكتب»
- فيزياء الفضاء / الجزء الأول، الأنواء الجوية / لطلبة الجامعات / 1981.
- فيزياء الفضاء / الجزء الثاني، علم الفلك / لطلبة الجامعات / 1982.
- المستوطنات الفضائية / آذار 1986.
- التلسكوبات الراديوية في العالم / 1987.
- تقاويم أوائل المناسبات الدينية والأشهر القمرية للمدة 1987 - 2000م.
- الحياة الذكية في الكون / 1989.
- الكوازارات / مراجعة / 1990.
- استكشاف الكواكب العملاقة بواسطة مركبات فويجر الفضائية / 1991.
- إبداع الفكر العربي في الفيزياء والفلك /1993.
- الكون وأسراره في آيات القرآن الكريم / الدار العربية للعلوم / بيروت/2000.
- تحرير وقائع المؤتمر الدولي الأول في الفلك وعلوم الفضاء / بإشراف الأمم المتحدة / الأردن 4 - 6 / أيار / 1998. مطبوعات جامعة آل البيت، 2000 (باللغة الإنكليزية).
- تحرير وقائع الورشة الثامنة للأمم المتحدة ومنظمة الفضاء الأوروبية في علوم الفضاء الأساسية / 13-17/آذار/ 1999 / مجلة الفيزياء الفلكية وعلوم الفضاء العدد 4-1/273، 2000 (باللغة الإنكليزية).
- "التقويم الهجري بالتوقيتين الزوالي والغروبي وموضوعات فلكية متنوعة للعام الهجري 1424 / 2003-2004
- "التقويم الهجري بالتوقيتين الزوالي والغروبي وموضوعات فلكية متنوعة للعام الهجري 1425 / 2004-2005
- "التقويم الهجري بالتوقيتين الزوالي والغروبي وموضوعات فلكية متنوعة للعام الهجري 1426 / 2005-2006
- "التقويم الهجري بالتوقيتين الزوالي والغروبي وموضوعات فلكية متنوعة للعام الهجري 1427 / 2006-2007
- "التقويم الهجري بالتوقيتين الزوالي والغروبي وموضوعات فلكية متنوعة للعام الهجري 1428 / 2007-2008
- تحرير وقائع المؤتمر الدولي الأول في الفيزياء الطبية والحيوية / جامعة الإمارات العربية المتحدة / 27 – 30 / آذار / 2005 (باللغة الإنكليزية).
- علوم الفضاء والفلك والجو في الدول المتقدمة والعالم الثالث 2005، من إصدار مكتب شؤون الفضاء التابع للأمم المتحدة .تأليف مجموعة علماء من مختلف دول العالم (باللغة الإنكليزية).
- تحرير وقائع ندوة إشكالية الأهلة بين الشريعة والفلك / إصدار جامعة الشارقة / 2006
- "التقويم الهجري بالتوقيتين الزوالي والغروبي وموضوعات فلكية متنوعة للعام الهجري 1429 / 2008-2009 .
- "التقويم الهجري بالتوقيتين الزوالي والغروبي وموضوعات فلكية متنوعة للعام الهجري 1430 / 2009-2010 .
- "التقويم الهجري بالتوقيتين الزوالي والغروبي وموضوعات فلكية متنوعة للعام الهجري 1431 / 2010-2011 .
- المدخل إلى علم الفلك / إصدار مكتبة الجامعة في الإمارات ودار إثراء للنشر في الأردن 2010.
- الحسابات والتطبيقات الفلكية العلمية في خدمة الشريعة الإسلامية / إصدار 2010/ دار مجموعة الآفاق المشرقة / الإمارات العربية المتحدة 2011.
- "التقويم الهجري بالتوقيتين الزوالي والغروبي وموضوعات فلكية متنوعة للعام الهجري 1432 / 2011-2012 .
- "التقويم الهجري بالتوقيتين الزوالي والغروبي وموضوعات فلكية متنوعة للعام الهجري 1433 / 2012-2013 .
- "التقويم الهجري بالتوقيتين الزوالي والغروبي وموضوعات فلكية متنوعة للعام الهجري 1434 / 2013-2014 .
- "التقويم الهجري بالتوقيتين الزوالي والغروبي وموضوعات فلكية متنوعة للعام الهجري1435 / 2014-2015 .
- "التقويم الهجري بالتوقيتين الزوالي والغروبي وموضوعات فلكية متنوعة للعام الهجري 1436 / 2015/2016 .
- "التقويم الهجري بالتوقيتين الزوالي والغروبي وموضوعات فلكية متنوعة للعام الهجري 1436 / 2016/2017 .
- والسماء ذات الحبك (الإعجاز الكوني في القرآن الكريم)، جائزة دبي للقرآن والسنة، 2017/2018 .

## البحوث العلمية المنشورة في محكمة عربية وعالمية
```
Al-Naimiy, H. M. K: Determination of the elements of Eclipsing Variables, RW Gem and AY Cam. By Fourier analysis of Their Light Changes, Astrophysics and Space Science Journal, Vol. 46, pp. 261 – 284, 1977.

Al-Naimiy, H. M. K: Theoretical Light Curve of Close Binary System. IAU Bulletins No. XVI, 1976

Al – Naimiy, H. M. K. and Budding, E. : Analysis of Red and IR Wide-Band Photometry of Algol, Astrophysics and Space Science Journal, Vol. 51,      pp. 265 – 282, 1977.

Al – Naimiy, H. M. K. Linearized Limb-Darkening Coefficients For Use in Analysis of Eclipsing Binary Light Curves, Astrophysics and Space Science Journal Vol. 53, pp. 181-192. 1978.

Al – Naimiy, H. M. K., Budding, E., Jassor, D., and Sadik, A., Observations of UV Psc and XY Cet, IBVS No. 1415, 1978.

Al – Naimiy, H. M. K. Synthetic Light Curves of Two Eclipsing Binary System U Sge and Aw UMa, Astrophysics and Space Science Journal, Vol. 56, pp.219-238, 1978.

Kopal, Z. and Al – Naimiy, H. M. K. Fourier Analysis of the Light Curves of Eclipsing Variables XIX, Astrophysics and Space Science Journal, Vol. 57, pp.479-489, 1978.

Al – Naimiy, H. M. K. Fourier Analysis of the Light Curves of Eclipsing Variables XIXa, Astrophysics and Space Sciences Journal, Vol. 59, pp. 3-11, 1978.

Al – Naimiy, H. M. K. Observation of the Peculiar Eclipsing Variable ER Vulpecule, IBVS., No. 1481, 1978.

Al – Naimiy, H. M. K. The star ER Vul. is an RS CVn Eclipsing type Binaries.  IAU publications, No. XVII, 1982.

Al – Naimiy, H. M. K. Photometric Observations and Light Curve Analysis of the Peculiar System ER Vul., Astronomy and Astrophysics Supplement Series, Vol. 43, pp. 85-90, 1981.

Al – Naimiy, H. M. K. Light Variation in the W UMa System Tz Boo., Astronomical Journal, Vol. 87, No 1518, pp. 1041-1043, 1982.

Al – Naimiy, H. M. K., the Iraqi National Astronomical Observatory, Proceeding of the IAU publications, no. XVII, 1982

Al – Naimiy, H. M. K, Sadik, A. and Oszczak, S: Astronomical Determination of Latitude and Longitude “Application to Al-Battani Observatory” Journal of Space and Astronomy Research (JSAR), Vol. 1., No. 1, pp.45-53, 1984.

Al – Naimiy, H. M. K, Flaih, H. A. and Al-Ukaidey, K.: Microcomputer Based Optical Telescope Control of Al- BATTANI Observatory, Journal of Space and Astronomy Research (JSAR), Vol. 1, No.1, pp. (17-31), 1984.

Al – Naimiy, H. M. K, Mutter, A. A. and Flaih, H.A: Photoelectric Observations of the Eclipsing Variable B Per., IBVS, No. 2520, 1984.

Al - Naimiy, H. M. K. and Sikab, A.: Fourier Analysis of the Light Changes of Four Algol-Type Eclipsing Variables, Astrophysics and Space Science Journal, Vol. 103, pp.115-124. 1984.

Al – Naimiy, H. M. K. Mutter, A. A. and Flaih, H.: UBV photometry and Light – Curve Analysis of Algol. Astrophysics and Space Science Journal, Vol. 108, pp. 227-236, 1985.

Al – Naimiy, H. M. K: The Iraqi National Astronomical Observatory, Astrophysics and Space Science Journal, Vol. 118, pp. 51-56, 1986.

Al – Naimiy, H. M. K, Al-Mahdi, H.A, Al-Sekab, A. O. In addition, Mutter A., Geometrical and Physical Elements of Four B Lyrae Type Eclipsing Variables, Astrophysics and Space Science Journal, Vol. 117, pp.351-361, 1985.

Al – Naimiy, H. M. K. and Salim, S.: The Scientific Methods of Findings the beginning of the lunar months. مجلة الرسالة الإسلامية The Islamic Resalla Journal. Iraqi Awqaf Ministry Publications, Vol. 202, 1987. (In Arabic).

Al – Naimiy, H. M. K. The Iraqi Vision on Remote Sensing Science and Technology, Proceeding of the Scanning Image & Remote Sensing Symposium, Arab Scientific Research Councils / Rabat, Morocco, 1987.

Al – Naimiy, H. M. K. Space Astrophysics and its applications, Science & Future Journal, no 4, 1987.

Al-Naimiy, H.M.K. Future View for colonization of the Solar System, Science & Future Journal, no 6, 1988.

Al – Naimiy, H. M. K. and Fleyeh, H. A: Photometric Observations and Light Curve Analysis of ST Aqu. Astrophysics and Space Science Journal, Vol. 151 pp.29-38, 1989.

Al- Naimiy, H. M. K. The Supernova (Birth & Star Evaluation), Afaq Arabia Journal, Cultural & Media Ministry publication, year 13th, 1988.

Al- Naimiy, H. M. K. Extraterrestrial Intelligent life in our Galaxy, Science and development Journal, Beirut / Lebanon, Special volume in Astronomy and Space Sciences Journal, September 1988.

Al–Naimiy,H. M. K., Fleyeh, H. and Al-Razzaz, J. N: New Photoelectric Observation of W Uma System 44i Boo. IBVS, Vol. 2956, 1989.

Al- Naimiy, H. M. K. Exploration and colonization of the Space. Afaq Arabia Journal, Cultural and Media Ministry publication, No 11, the year 13th, 1988.

Al- Naimiy, H. M. K. Turning points in Astronomy in the Arabic Sciences Heritage. Proceeding of the first Regional Symposium for Arab's History of Sciences / The Arab Science Heritage / Baghdad, 1989, pp 16.

Al – Naimiy, H. M. K. and Fleyeh, H.: Photoelectric Observations of ST Aqr., IBVS, Vol. 3277, 1989.

Al – Naimiy, H. M. K, Fleyeh, H., and Al-Razzaz, J.: New Photoelectric Observations and Light Curve Analysis of the Eclipsing Variable 44I Boo Astrophysics and Space Sciences Journal, Vol. 151, pp. 135-147, 1989.

Al- Naimiy, H. M. K. and Jarad Majid. The Crescent between the Astronomical Calculations and the actual visibility, The 5th Scientific Research Council Conference, Vol. 7, 1989, Baghdad.

Al- Naimiy, H. M. K. Turning points in Physics in the Arabic Sciences Heritage. Proceeding of the third Regional Symposium for Arab's History of Sciences / The Arab Science Heritage / Baghdad, 1990, pp 161.

Al – Naimiy, H. M. K, Jabbar, S. R., Fleyeh, H. A. and Al-Razzaz, J. M.: Fourier Analysis of the Light Changes of Eclipsing Variables in the Frequency-Domain, Astrophysics and Space Science Journal, Vol. 159, pp.279-293, 1989.

Al – Naimiy, H. M. K., the Role of the Arabic Astronomy Heritage on modern sciences. Proceeding of the Arab Heritage in Basic Sciences Conference, The Arab Region Scientific Research Committee, College of Science, Al-Fateh University, Libya, January 1990, pp 477.

Al – Naimiy, H. M. K. and Jarad, Majeed, Evaluation of the Islamic Occasions in the 15th Hejri century. Alresala Aleslamia Journal, the 6th year, 1990, No 255, pp193.

Al – Naimiy, H. M. K., the Crescents of the Islamic Hejri Months in Australia continent, the Iraqi Society for Physics and Mathematics Journal, No 12, pp 407,1991.

Al – Naimiy, H. M. K and Al-Hindawy, A. M. A: A New Set of Geometrical and Physical Elements of the Eclipsing Variable PP Lac, Astrophysics and Space Science Journal, Vol. 198, pp. 231-236, 1992.

Al – Naimiy, H. M. K., The relation between Astrology and Parapsychology, Proceeding of the Parapsychology & Heritage Symposium, Parapsychology Research Center, June 1992.

Al-Dargazelli, S., Hussein, J. N., Al- Naimiy, H. M. and Fatoohi, L.: The Astronomical Methods of Finding the Julian Dates of the Islamic Events Before Hijra, the Journal of the Institute of the Middle East Studies Vol. XI, 1992.

Al – Naimiy, H. M. K., Effects of the Celestial Objects on Organisms (Humans), Proceeding of the Symposium of the Parapsychology on Science view, June 1993.

Al – Naimiy, H. M. K., Astronomical calculations for Mawaqeet Al-Salat, the Iraqi Society for Physics and Mathematics Journal, No 13, pp 179,1994.

Al – Naimiy, H. M. K., The periodical events of the New Moon and New condition for Crescent visibility after sunset, The Iraqi Journal for Sciences. Baghdad University publications, Vol. 35, 1994.

Al – Naimiy, H. M. K., Astronomical Techniques for the Beginning of the Lunar Month Determinations, Mathematical and Physics Journal, Vol. 1, 1994.

Al – Naimiy, H. M. K., The relation between Prediction and Astrology in Old Iraq , Parapsychology Research Journal, The Iraqi Parapsychology Research Center No 1, 1994

Al – Naimiy, H. M. K and Al-Abudi, B: Two Short RS CVn Type Binaries UV PSC and BH Vir, Iraqi Journal of Science (University of Baghdad), Vol. 35, 1994.

Al – Naimiy, H. M. K, and Al-Abudi, B. : Star Spots Analysis For Short Period Group of RS CVn-Type Binaries, Iraqi Journal of Science (University of Baghdad), Vol. 36, 1995.

Al - Naimiy, H. M. K and Zaki, W. H. A.: Synthetic Light Curves of x-ray Binary Stars, Iraqi Journal of Science, Vol. 36, 1995.

Al - Naimiy, H. M. K., and Jarad, M.: Determination of the angle of Qebla direction /direct applications to Iraqi Mosques, The Arab Science Heritage Journal, Vol.3, 1995.

Al – Naimiy, H. M. K and Barghouthi, I, Babylonian Astronomical Calculations, (In Arabic), Journal of Al-Murekh Al-Arabi, 1997.

Al – Naimiy, H. M. K and Barghouthi, I, the Ratio of the Arab Scientists Contributions in Natural and Cosmological Sciences to the other Sciences, Journal of Al-Murekh Al-Arabi, 1997.

Al – Naimiy, H. M. K: Remote Sensing Techniques for Comparative Studies of Water-Sheds in Selected Basins in the ESCWA Region, Expert Group Meeting on the Implications of Agenda 21 for Integrated Water Management in the ESCWA Region, 1996.

Wardat, M. A., Al-Naimiy, H. M., Barghouthi, I. A., and Sabat, H. A.: New Elements for Three Eclipsing X-Ray Binary Systems (Hz Her, Cent X-3 and Vela X-1). Astrophysics and Space Science Journal, 260, 335, 1999.

Sabat, H. A, Al-Naimiy, H. M., Bargouthi, I. And Wardat, M. A.: Synthetic Light- Curves of Some Eclipsing X-Ray Binary Stars, Astrophysics and Space Science Journal, 260, 347, 1999.

Al – Naimiy, H. M. K. and T. Al-Masharfa, Determination of the Physical & Geometrical elements of the two Contact Binary System (Sw Lac and OOAql,) Astrophysics & Space Science Journal, Vol. 273, 83-93, 2000.

Al- Naimiy, H. M. K. and Konsul K.: Astronomy and Space Sciences in Jordan. Bulletin of Teaching of Astronomy in Asian – Pacific Region, No. 17 Japan, 2000, PP 27.

Al- Naimiy, H. M. K. Cynthia, P. C., Chamcham, K., Padmasiri De Alwis, H. S.Pineda De Carias, M. C., H. T. and Boggino, H. T. Research and Education in Basic Space Science, The Approach Pursued in the UN/ESA Workshops. COSPAR Information Bulletin, No. 148, 2000.

Al-Naimiy, H. M. K., Hajjar R., Querci, F., Querci, M and Konsul, The Network of Oriental Robotic Telescopes (NORT), An Arab Project, The 9th UN/ESA Workshop on Basic Space Science, Toulouse, France, 26-29 June, 2000. UN / Seminars of the UN Programs on Space Applications, No. 12, 2000.

Kandalyan, R. A, Al-Naimiy H. M. K. and Khassawneh, A. H.: Star Formation Properties of Spiral Galaxies. Astrophysics & Space Science Journal, Vol. 273, 103-115, 2000.

Kandalyan R. A., Kalloghlian A. T., Al-Naimiy H. M. K., Khassawneh A. M., Investigation of Barred Galaxies. VI. A Comparative Statistics of SB and SA galaxies. The Cold Gas Properties, Astrophysics Journal, V.43, 411, 2000.

Al-Naimiy, H. M. K., Star Spots Studies for Three Short Period RS CVn-Type Binaries. Astrophysics Journal, Vol. 44, No 2, pp 285-296, 2001.

Al- Naimiy, H. M. K. The Importance and Needs of Astronomy & Space Sciences in Arab Countries. Bulletin of Teaching of Astronomy in Asian-Pacific Region, No. 17. PP13 Japan 2001.

Al – Naimiy, H. M. K., and Al-Masharfeh, T.H.SH., New Set of Geometric & Physical Elements of the two Variable Stars (SW Lacertae and OO Aquilae).AL-MANARAH Journal, Al al-Bayt University Publications, Vol. VII, No. I, pp 199 - 211, May 2001.

Kalloghlian, A.T., Kandalyan, R.A. and Al-Naimiy H.M.K., Investigation of Barred Galaxies. VII. A comparative Statistics of SB and Sa Galaxies. Near IR Region, Vol.43, No 2, Astrophysics Journal, 2001.

Kandalyan, R. A. and Al-Naimiy H.M.K., Board – Band Radio to X-Ray Properties of Seyfert galaxy, Astrophysics Journal, Vol. 45, NO.3, 2002.

Al-Naimiy, H.M.K., Fixing the Beginning of Ramadan and Shawal, using the Islamic Sharea’a & Astrophysical Methods “Application to Some Arabic Cities”, Italian Astronomical Journal “Giornale di Astronomia – anno V. 2002. n3.

AL-Naimiy, H.M.K., Arabs Space Research Agencies (ASRA), Proceeding of “The 2nd Symposium for Scientific Research Vision in Arab World”, Al-Sharija, UAE, 24-27 March 2002.

AL-Naimiy, H.M.K., Emirate Sat “Emirate Micro Satellites”, Proceeding of the 2nd Symposium for Scientific Research Vision in Arab World”, Al-Sharjah, UAE, 24-27 March 2002.

Al-Naimiy, H.M.K., Light Curves Changes of Eclipsing X-ray Binary Stars of Neutron Star Component.  Proceedings of the “New Direction for Close Binary Studies”.  “The Royal Road to the Stars”, Canakkale Onsekies Mart University, Astrophysics Research Center, Turkey, Vol. 3, pp 335, 2003.

Al-Naimiy, H.M.K., “Problems facing Islam regarding fixing the beginning of    the Hijra Months & The methodologies of calculating the Islamic Prying time” The 3rd Islamic Astronomical Conference, Amman, Jordan 20-22 / 10 / 2003.

Al- Naimiy, H. M. K. Cynthia, P. C., Chamcham, K., Padmasiri De Alwis, H. S.Pineda De Carias, M. C., H. T. , Boggino, H. T and Haubold, H. Research and Education in Basic Space Science, Developing BSS World-Wide “A Decade of UN/ESA workshop, Ed: by W. Wamsteker, R. Albrech and H.Haubolb. Kluwer Academic Publishers, Boston, May 2004.

Al- Barghouthi, I., Abu-Samra,M.A., Issa, M.S., Al-Naimiy, H.M.K., The Astronomical Contributions of the Muslim Scholars (During the 8th – 14th century) , Giornale di Astronomia – anno VII. 2004. N4.

Al – Naimiy, H. M. K and Konsul, K., "Basic Space Sciences in Jordan "Developing BSS World-Wide “A Decade of UN/ESA workshop, Ed: by W. Wamsteker, R. Albrech and H.Haubold. Kluwer Academic Publishers, Boston, May 2004.

Al- Barghouthi, I., Abu-Samra, M.A., Afanah, H.M., Al-Naimiy, H.M.K., The Crescents between Astronomy and the Fiqh, the Islamic University Journal- Gaza, Vol.12, No. 2, 2004.

Al – Naimiy, H. M. K, "Astronomy & Space Sciences in Arab Countries. Proceeding of the 12th UA/ESA workshop for Basic Space Sciences. 24th – 28th, May, 2004. Beijing / China. To be published in Astrophysics & Space Science Journal, 2005.

Al – Naimiy, H. M. K., BSS in Arab Region (Past, Present & Future), SEMINARS of the United Nation Program on Space Applications. Selected papers from Activities held in 2004. No.14, pp 67, 2005.

Al - Naimiy, H.M.K with ASTF’s Initiative Committee, Survey of Iraq’s S&T community, The International Conference to Engage Iraq’s Science & Technology Community in Developing its Country 18-20 September 2005.

Al – Naimiy, H. M. K., Light Variations of Eclipsing X-Ray Binaries with compact Components, IJST Journal, Vol. 1, No. 2, 2006.

Al – Naimiy, H. M. K., The new moon and the crescent in Astronomical and Feqeh View, Publication of the College of Graduate Studies and Research, Sharjah University, 2006.

H. Haubold, B.J. Thompson, H.M.K. Al-Naimiy, J.M. Davila, N.Gopalswamy, K.M. Groves, D. K. Scherer, the IHY/United Nations Distributed Observatory Development Program, COSPAR Publication (Unispace), 2006.

M.Kitamura(Japan),D.Wentzel(USA),A.A.Henden and J.Bennett(USA) , H.M.K.Al-Naimiy(UAE), A.M.Mathai(India), H.J.Haubold(UN), The United Nations Basic Space Sciences Initiative :The TRIPOD Concept , Astronomy for the developing world, IAU Special Session no. 5, 2007.

Al – Naimiy, H. M. K., the Babylonian Astronomy (their contributions into Solar Eclipses) “1400 BC – 1400 AC”, SPSE, in press2008.

Al – Naimiy, H. M. K.: The Gulf Telescope project, 7th Colloquium for Astronomy in Gulf countries, Bahrain Astronomical Societies, 21-22 Feb 2007.

Al – Naimiy, H. M. K.,: The Crescent visibility problems between the Sharea' and Astronomical calculations, Proceeding of the 1st conference on Al-Sharea' Judgeship ( المؤتمر القضائي الشرعي الأول ), Amman, Jordan, 3 – 5 September, 2007 (http://www.csjd.gov.jo/Introduction.htm).

Al – Naimiy, H. M. K.: The International Heliophysical year and Basic Space Science in West Asia, Bull. Astro. Soc. India (2007), 727.

Al – Naimiy, H. M. K., Proposal for Arab Space Research Agency, Global     Space Technology Forum / Space Technology Commercialization for the Future ADNEC, Abu Dhabi, UAE, 16 - 18 November 2008, http://smg-conferences.com/index.php?module =conferencedetails&page=other&conference = 3

Teaching Courses:

Al – Naimiy, H. M. K., Astronomical Instrumentations invented by the Muslims Scholars and used in Gulf Maritime

الآلات والأجهزة الفلكية التي ابتكرها علماء المسلمون واستخدمت في الملاحة الخليجية

Gulf Maritime Through Ages Conference, Dr. Sultan Al Qassimi Centre of Gulf Studies in Cooperation with the Department of History and Islamic Civilization in the College of Arts, Humanities and Sciences at University of Sharjah, 17-19/11/2008. https://www.sharjah.ac.ae/ARABIC/CONFERENCES/GMTA/Pages/default.aspx .

H. M.K.Al-Naimiy, A. A.J.Al-Douri, A. A. Alnajjar, & U. Inan, Very Low Frequency Remote Sensing Measurement of the Lower Ionosphere at Site of the United Arab Emirate. Earth, Moon and Planets Journal, Vol.104, PP189-193, 2009.

Al – Naimiy, H. M. K., IHY and ASS in Arab States" Concentration on Iraq and UAE", Accepted for publication in The International Journal of Sun and Geo-sphere, in press 2009.

AL-Naimiy,H.M,K, The Role of Astronomy and Space Sciences in Arab Societies and Cultures, the International Astronomical Union Publications, 260,pp 429-441, 2010.

AL-Naimiy,H.M,K, Rebuilding the Iraqi National Astronomical Observatory, UN/ESA/NASA/JAXA Publications, in press, 2009.

  AL-Naimiy, H.M.K., Status of Research on History of Astronomy in the Arab World, Institute of Science, Technology and Civilization Publication, 2010, https://muslimheritage.com/status-research-history-astronomy-arab-world/

AL-Naimiy,H.M,K, Special criterions for the crescent visibilities for Muslim's scholars and the astronomical calculations. The Islamic Fiquh at Arabia Stadia, 2011, in press.

AL-Naimiy,H.M,K, Isra and Mi'raj:The Miracle of Miracles(Readings from History, Physics and Astronomy).The International Journal of Quranic Research. Malaya University press. Vol 3, No.4, 2013.

Suhail G. Masda, Mashhoor A. Al-Wardat, Ralph Neuhäuser, and Hamid M. Al-Naimiy; Physical and Geometrical Parameters of CVBS X: The Spectroscopic Binary Gliese 762.1, Research in Astronomy and Astrophysics (RAA), Vol. 16, issu 7, article id 12. Impact Factor (2015): 1.29 Doi: 10.1088/1674- 4527/16/7/112

Al Wardat, , Al Naimiy, H. Taani, A. Khasawneh, A. Al Banawi, O. Widyan, H. S.S., Modifie d Physical and Geometrical Elements of the Eclipsing X Ray Binary System Centaurus X 3 Astrophysical Bulletin , 2014, Vol. 69, No. 3 , pp. 325 329 Impact Factor (201 3 1.000

Fernini, I., Al-Naimiy, H. M., Al-Hameed, A. A., Noorani, A., Javed, A., AbuJami, I.

Sharjah Five-meter Radio Telescope, accepted, Journal of Instrumentation. 2019.
```

أكثر من 10 بحوث في طريقها للنشر، أغلبها في مجال الإعجاز العلمي في القرآن الكريم وفي مجال إحياء التراث العلمي العربي في الفضاء والفلك .